# 1794 w polityce

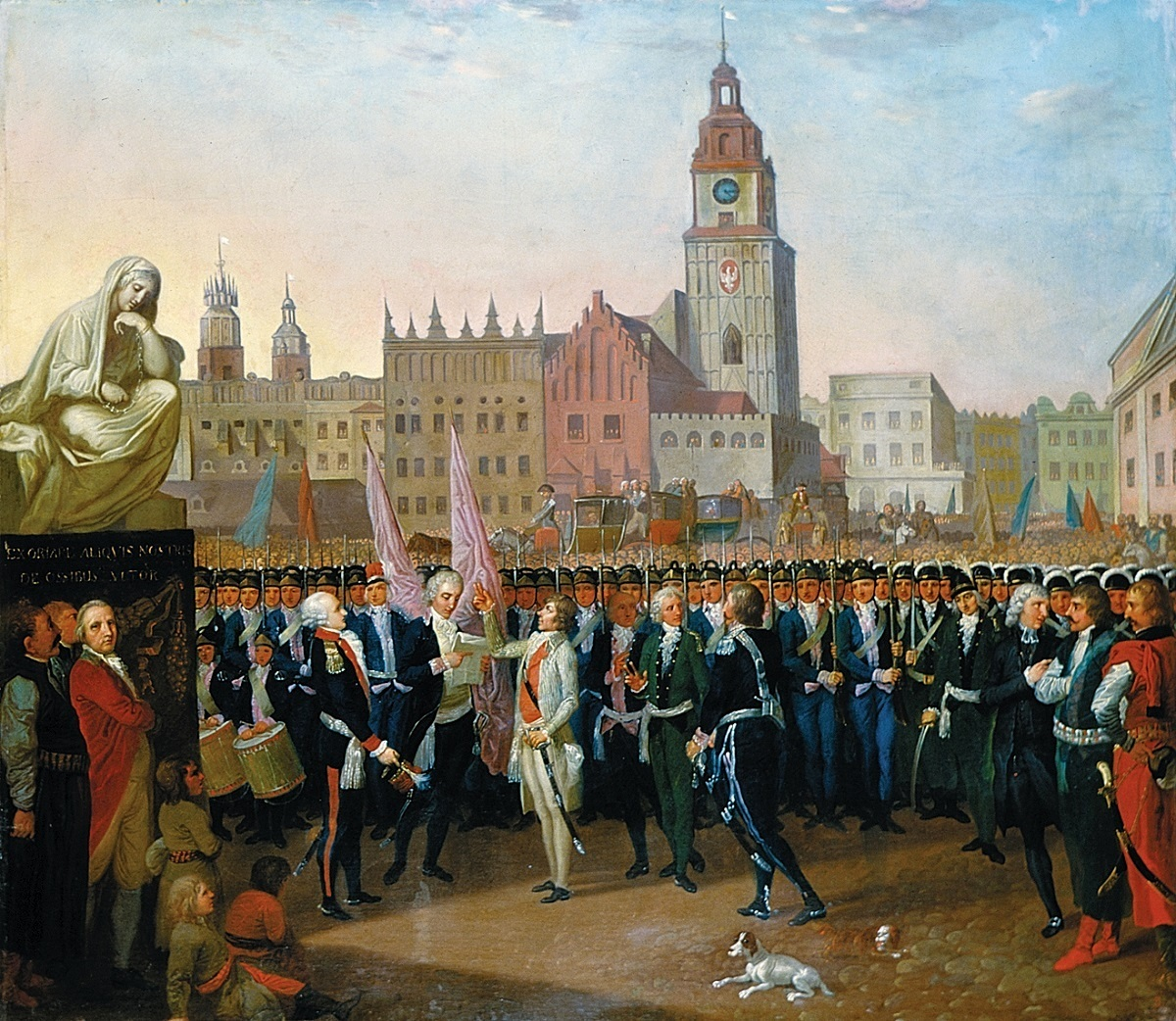
Franciszek Smuglewicz, Przysięga Kościuszki na Rynku w Krakowie, 1794

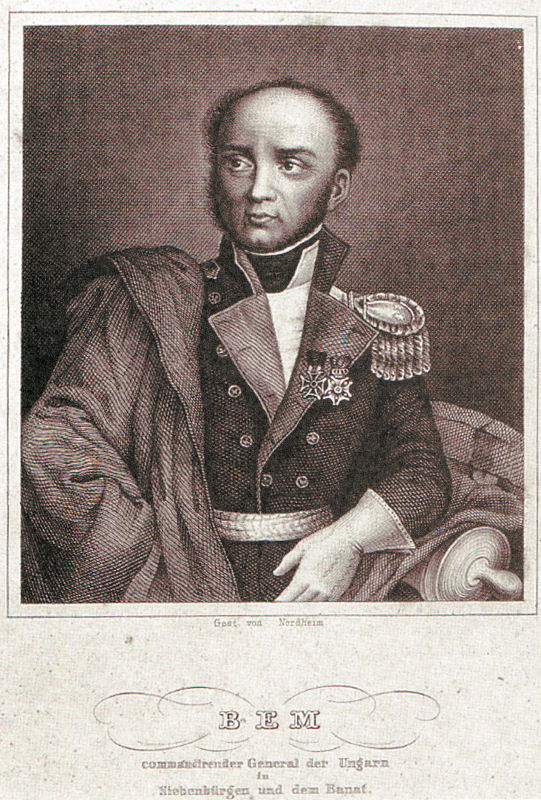
Generał Józef Bem, bohater trzech narodów

Wydarzenia polityczne w 1794 roku.

## Wydarzenia
- Powstanie kościuszkowskie.
  - 12 marca brygadier Antoni Józef Madaliński odmówił przeprowadzenia redukcji stanu liczebnego armii i wyruszył do Krakowa na czele oddziału kawalerii liczącego 1200 jeźdźców[1].
  - 24 III na rynku w Krakowie Tadeusz Kościuszko zostaje ogłoszony naczelnikiem powstania[1].
  - 4 kwietnia Bitwa pod Racławicami. Zwycięstwo Polaków nad siłami rosyjskimi[1].
  - 17 kwietnia-18 kwietnia Wyzwolenie Warszawy przez jej mieszkańców z Janem Kilińskim na czele[1].
  - 22 kwietnia/23 kwietnia Wybuch powstania w Wilnie pod dowództwem generała Jakuba Jasińskiego[1].
  - 24 kwietnia Powołanie Rady Najwyższej Litewskiej w Wilnie[1]. Ze względu na radykalny charakter tego gremium, Kościuszko rozwiązał go.
  - 7 maja naczelnik Kościuszko wydaje Uniwersał połaniecki[1].
  - 9 maja egzekucja czterech uczestników konfederacji w Targowicy[1].
  - 10 maja Prusy przyłączają się do akcji przeciwko powstańcom[1].
  - 6 czerwca klęska wojsk polskich pod Szczekocinami[1].
  - 8 czerwca klęska wojsk polskich pod Chełmem[1].
  - 15 czerwca Prusacy zajmują bez walki Kraków[1].
  - 22 lipca początek oblężenia Warszawy[1].
  - 20 sierpnia-23 sierpnia powstanie w Wielkopolsce. Prusacy wycofują się spod Warszawy[1].
  - 12 sierpnia Wilno zostało zdobyte[1].
  - 17 września zwycięstwo Rosjan pod Krupczycami[1].
  - 19 września zwycięstwo Rosjan pod Terespolem[1].
  - 10 października bitwa pod Maciejowicami. Ranny Kościuszko dostaje się do rosyjskiej niewoli[1].
  - 5 listopada kapitulacja Warszawy[1].
  - 16 listopada ostateczne rozwiązanie oddziałów powstańczych pod Radoszycami[1].
- 17 lipca 16 karmelitanek z Compiègne ginie na szafocie w Paryżu[2].

## Urodzili się
- Józef Bem, polski generał[3].